# Pedicularis przewalskii
Pedicularis przewalskii är en snyltrotsväxtart. Pedicularis przewalskii ingår i släktet spiror, och familjen snyltrotsväxter.

## Underarter
Arten delas in i följande underarter:
- P. p. australis
- P. p. hirsuta
- P. p. microphyton
- P. p. przewalskii
- P. p. cristata
- P. p. purpurea